# Небезпечні мандри

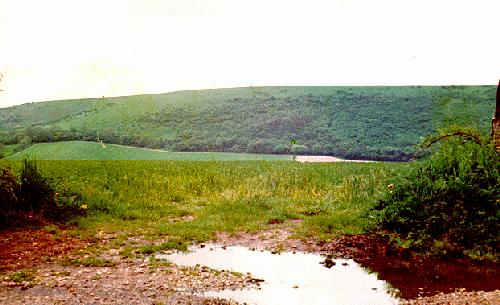
Справжній Вотершипський пагорб біля села Кінгсклере, графство Гемпшир (1975)

«Небезпечні мандри» (англ. Watership Down, дослівний переклад «Вотершипське пониззя») — дитячий пригодницький фентезійний роман британського письменника Річарда Адамса, виданий 1972 року. Це історія про пригоди групи кроликів, які зображені у своєму природному середовищі, але антропоморфні, мають власну мову, приказки, легенди.
Дебютний роман Річарда Адамса. Він звертався із рукописом твору до декількох видавництв, але йому відмовляли. За наступні декілька років було продано більше мільйона примірників книги.
За цю книгу автор отримав дві найпрестижніші британські нагороди у дитячій літературі — Медаль Карнегі (1972) та премію газети «Гардіан» (1973). 1978 року знято анімаційний фільм «Небезпечні мандри», а пізніше і телесеріал (1999 — 2001).
Через 25 років Річард Адамс написав продовження — збірку оповідань «Історії Вотершипського пагорба» (1996).

## Переклади українською
- (скорочений переклад) Небезпечні мандри: казкова оповідь. Переклад з англійської: Олекса Мокровольський; малюнки: М. Агафонова. Київ: Молодь, 1990. 352 стор. ISBN 5-7720-0401-8
- (повний переклад) Небезпечні мандри: казкова оповідь. Переклад з англійської: Олекса Мокровольський. Київ: «Рідна мова», 2017. 544 стор. ISBN 978-966-917-168-9